# Jean Barbé
Pour les articles homonymes, voir Barbé.
Jean Barbé (mort à Paris en 1547) est un marchand, libraire et imprimeur français.

## Biographie
Riche marchand, il est établi à Paris, dans le quartier des halles. Il a peut-être été titulaire de la ferme de la « coutume et boite du poisson de mer venant à Paris » de 1542 et 1545. Au début de l'année 1545, il s'associe avec Vincent Sertenas et ouvre une librairie au Palais « près du portail qui conduit à la chancellerie ». Dès le mois de janvier, l'héraldiste Jean Le Féron s'adresse à lui pour la publication d'un important armorial, dont la publication sera finalement empêchée. Quelques mois plus tard, il installe une imprimerie dans le quartier latin, rue Saint-Jacques, à l'écu de Cologne. Il exerce son activité en étroite association avec son gendre (ou beau frère), l'imprimeur Jacques Gazeau. Il travaille également en étroite collaboration avec le graveur de caractère Claude Garamont.
En 1545 et 1546, Jean Barbé publie une vingtaine d'éditions. Il est célèbre pour avoir publié de nombreux livres illustrés notamment des ouvrages de l'astronome Dominique Jacquinot, de l'architecte Sebastiano Serlio, ou du traducteur Jacques Gohory. 
Jean Barbé meurt au début de l'année 1547. Ses héritiers publient, à titre posthume, une célèbre édition de Vitruve traduite en français par Jean Martin et illustrée de bois gravés dessinés par Jean Goujon.